# Ledell Eackles
Ledell Eackles (Baton Rouge, 24 novembre 1966) è un ex cestista e allenatore di pallacanestro statunitense, professionista nella NBA.

## Carriera
È stato selezionato dai Washington Bullets al secondo giro del Draft NBA 1988 (36ª scelta assoluta).

## Statistiche

### College
| Anno      | Squadra         | PG | PT | MP   | TC%  | 3P%  | TL%  | RP  | AP  | PRP | SP  | PP   |
| --------- | --------------- | -- | -- | ---- | ---- | ---- | ---- | --- | --- | --- | --- | ---- |
| 1986-1987 | N.O. Privateers | 28 | 27 | 32,2 | 45,6 | 40,7 | 72,4 | 4,1 | 2,0 | 0,9 | 0,3 | 22,6 |
| 1987-1988 | N.O. Privateers | 31 | -  | 31,7 | 50,8 | 23,8 | 80,2 | 4,9 | 1,3 | 0,9 | 0,1 | 23,4 |
| Carriera  | Carriera        | 59 | 27 | 31,9 | 48,2 | 35,2 | 77,6 | 4,5 | 1,6 | 0,9 | 0,2 | 23,0 |

### NBA

#### Regular Season
| Anno      | Squadra            | PG  | PT | MP   | TC%  | 3P%  | TL%  | RP  | AP  | PRP | SP  | PP   |
| --------- | ------------------ | --- | -- | ---- | ---- | ---- | ---- | --- | --- | --- | --- | ---- |
| 1988-1989 | Washington Bullets | 80  | 6  | 18,2 | 43,4 | 22,5 | 78,6 | 2,3 | 1,5 | 0,5 | 0,1 | 11,5 |
| 1989-1990 | Washington Bullets | 78  | 8  | 21,7 | 43,9 | 32,2 | 75,0 | 2,2 | 2,3 | 0,6 | 0,1 | 13,5 |
| 1990-1991 | Washington Bullets | 67  | 17 | 24,1 | 45,3 | 23,7 | 73,9 | 1,9 | 2,0 | 0,7 | 0,1 | 13,0 |
| 1991-1992 | Washington Bullets | 65  | 25 | 22,5 | 46,8 | 20,0 | 74,3 | 2,7 | 1,9 | 0,7 | 0,1 | 13,2 |
| 1994-1995 | Miami Heat         | 54  | 6  | 16,6 | 43,9 | 43,9 | 72,2 | 1,8 | 1,3 | 0,4 | 0,0 | 7,3  |
| 1995-1996 | Washington Bullets | 55  | 26 | 22,5 | 42,7 | 42,2 | 83,1 | 2,7 | 1,6 | 0,5 | 0,1 | 8,6  |
| 1997-1998 | Wash. Wizards      | 42  | 0  | 13,0 | 42,9 | 34,8 | 88,1 | 1,8 | 0,4 | 0,4 | 0,0 | 5,2  |
| Carriera  | Carriera           | 441 | 88 | 20,2 | 44,5 | 33,6 | 76,7 | 2,2 | 1,7 | 0,6 | 0,1 | 10,8 |